# Vespadelus troughtoni
Vespadelus troughtoni là một loài động vật có vú trong họ Dơi muỗi, bộ Dơi. Loài này được Kitchener, Jones, & Caputi mô tả năm 1987.